# Horst Effertz
Horst Effertz, född 4 augusti 1938 i Düsseldorf, är en tysk före detta roddare.
Effertz blev olympisk guldmedaljör i fyra med styrman vid sommarspelen 1960 i Rom.